# Queen at Wembley
Queen at Wembley (en español: Queen en Wembley) es un DVD realizado por la banda de rock británica Queen, realizado en el Estadio Wembley en Londres, Reino Unido, el sábado 12 de julio de 1986 durante el Magic Tour de la banda.

## Disco uno
- 01. One Vision
  - A Kind of Magic
- 02. Tie Your Mother Down
  - A Day at the Races
- 03. In the Lap of the Gods... Revisited
  - Sheer Heart Attack
- 04. Seven Seas of Rhye
  - Queen II
- 05. Tear It Up
  - The Works
- 06. A Kind of Magic
  - A Kind of Magic
- 07. Under Pressure
  - Hot Space
- 08. Another One Bites the Dust
  - The Game
- 09. Who Wants to Live Forever
  - A Kind of Magic
- 10. I Want to Break Free
  - The Works
- 11. Impromptu
- 12. Brighton Rock
  - Sheer Heart Attack
- 13. Now I'm Here
  - Sheer Heart Attack
- 14. Love of My Life
  - A Night at the Opera
- 15. Is This the World We Created?
  - The Works
- 16. (You're So Square) Baby I Don't Care
- 17. Hello Mary Lou
- 18. Tutti Frutti
- 19. Gimme Some Loving
- 20. Bohemian Rhapsody
  - A Night at the Opera
- 21. Hammer to Fall
  - The Works
- 22. Crazy Little Thing Called Love
  - The Game
- 23. Big Spender
- 24. Radio Ga Ga
  - The Works
- 25. We Will Rock You
  - News of the World
- 26. Friend Will Be Friends
  - A Kind of Magic
- 27. We Are the Champions
  - News of the World
- 28. God Save the Queen
  - A Night at the Opera

## Disco dos

### Road to Wembley
- Entrevista a Brian May y Roger Taylor
- Entrevista a Gavin Taylor (Director) y Gerry Stickels (Encargado de la gira)
- A Beautiful Day - Un documental del backstage a cargo de Rudi Dolezal
- Tributo a las torres de Wembley

### Unseen Magic
- Medley del concierto del viernes
- Recitales
- Galería de fotos (Incluye como canción de fondo la versión no realizada de A Kind of Magic)

### Queen Cams
4 canciones presentadas en multi ángulo: Freddie, Brian, Roger y John.
- One Vision
- Under Pressure
- Now I'm Here
- We Are the Champions

## Audio
DTS Surround Sound & PCM Stereo